# Rune Bratseth
Rune Bratseth, né le 19 mars 1961 à Trondheim (Norvège), est un footballeur international norvégien, qui évoluait au poste de libero à Rosenborg BK puis au Werder Brême. 
Sélectionné à soixante reprises en équipe nationale, il est élu en 2003 meilleur joueur norvégien des cinquante dernières années par la fédération norvégienne de football.

## Biographie

### Carrière en club
Né à Trondheim, Rune Bratseth joue durant sa jeunesse dans le petit club local de Nidelv IL. Il commence sa carrière professionnelle dans le principal club de la ville, Rosenborg. Après trois saisons (83 matchs) et un titre de champion de Norvège en 1985, il rejoint le Werder Brême en janvier 1987 contre la somme de 93 000 €. Quelques jours après ce transfert, il débute comme titulaire contre le FC Nuremberg le 21 février 1987. Son équipe s'incline 5-1 mais cette défaite ne condamne pas le Norvégien pour autant puisqu'il disputera 17 matchs (pour un but) lors de cette deuxième partie de saison avec les Brêmois. 
Grâce à ses qualités, il parvient dès sa seconde saison à s'imposer comme l'un des joueurs essentiels de la défense du Werder. Cette saison-là, Brême remporte le second titre de champion de son Histoire, vingt-trois ans après le premier en 1965. Il le doit en partie à son buteur Karl-Heinz Riedle mais aussi à son libéro norvégien (31 matchs) et à sa défense qui n'encaisse cette saison-là que 22 buts (meilleure défense du pays avec 0,6 buts pris par match). 
Très régulier dans ses performances, Bratseth conserve durant tout au long de son passage au Werder la confiance de son entraîneur, le charismatique Otto Rehhagel, entraineur du club depuis 1981. De 1988 à 1992, il joue ainsi en moyenne 31 matchs en championnat (32 en 1988-189, 29 en 1989-1990, 31 en 1990-1991 et 34 en 1991-1992). Après deux finales de Coupes d'Allemagne malheureuses perdues face au Borussia Dortmund (1-4) en 1989 et face au FC Kaiserslautern (2-3) en 1990, Bratseth et le Werder décroche enfin le trophée en 1991. Cette année-là, le club de la Hanse s'impose en finale face au FC Cologne à la suite de la séance de tirs au but (4-3 après avoir fait match nul 1-1 à la fin des prolongations).
À la suite de cette victoire en Coupe, le Werder est invité à disputer la Coupe des Coupes 1991-1992. Après avoir sorti Bacău (avec deux buts de Bratseth), Ferencváros, Galatasaray, le FC Bruges, il affronte en finale de la compétition le 6 mai 1992 l'AS Monaco qu'il bat sur le score de 2-0. Bratseth joue la finale dans son intégralité et parvient à contenir les (timides) assauts de George Weah, titulaire à la pointe de l'attaque monégasque ce jour-là à Lisbonne. C'est le premier et seul trophée européen soulevé par le Norvégien durant sa carrière de joueur.
Continuant sur leur lancée du précédent exercice, le Werder Brême décroche le titre de Champion d'Allemagne à la fin de la saison 1992-1993. Bratseth qui a alors 31 ans, commence à souffrir de l'un de ses genoux puisqu'il ne peut plus jouer sans infiltration. Il dispute néanmoins 29 matchs cette année-là et contribue naturellement au succès de son club. 
La saison suivante est plutôt moyenne pour les coéquipiers de Bratseth puisqu'en Ligue des Champions, ils n'arrivent pas à s'extirper de leur poule (terminant derrière le Milan AC et le FC Porto et finissant à une très moyenne huitième place en Championnat. Ils parviennent néanmoins à sauver leur saison en décrochant pour la troisième fois dans l'histoire du club la Coupe d'Allemagne, en battant en finale Rot-Weiss Essen (3-1). Le Norvégien dispute l'intégralité de la finale aux côtés de Beiersdorfer, Wolter et Mario Basler en défense.
Après un match seulement au début de la saison 1994-1995 et handicapé par ses douleurs au genou, il interrompt sa carrière à l'âge de 33 ans. Sous le maillot du Werder Brême, il a disputé 230 matchs (pour 12 buts), remporté deux titres de champion et deux coupes, et enfin été nommé deux fois comme meilleur joueur étranger du championnat.

### Carrière internationale
Bratseth est appelé pour la première fois en équipe nationale de Norvège le 26 février 1986 à l'occasion d'un match amical dans les Antilles face à la Grenade (victoire 2-1). Il devient rapidement l'une des pièces essentielles de l'équipe norvégienne qui connait une véritable traversée du désert à cette époque puisqu'elle n'est jamais parvenu à se qualifier pour une phase finale de Championnat d'Europe et n'a plus disputé de phase finale de Coupe du monde depuis l'édition 1938 en France. 
Il faut attendre l'arrivée d'Egil Olsen, dit "Drillo Olsen" en 1990 pour voir enfin la sélection norvégienne briller : adepte d'un jeu peu spectaculaire mais efficace, il parvient à qualifier les Nordiques pour la Coupe du monde 1994 aux États-Unis. Sortie première d'un groupe extrêmement relevé en éliminatoires (où elle écarte notamment de la course à la qualification la Pologne, la Turquie et surtout l'Angleterre), les Norvégiens font figure d'outsiders au début de la compétition. Bratseth fait naturellement partie de cette campagne de qualification victorieuse après ses différents succès avec le Werder Brême. Par sa solidité et son expérience, il est l'un des joueurs de base du système ultra-défensif proposé par Olsen durant le tournoi qui lui confie même le capitanat de son équipe. 
Il dispute l'intégralité des trois matchs de son équipe en défense centrale au côté d'Henning Berg. Terminant à égalité de points avec l'Italie, l'Irlande et le Mexique pour la première fois dans l'histoire de la compétition, les Nordiques sont éliminés de cette phase de poules à la seule différence de but. À la fin du tournoi, Rune Bratseth annonce la fin de sa carrière internationale. Son match contre l'Irlande (0-0) du 28 juin 1994 est donc son dernier match sous le maillot rouge des Norvégiens.
Il a marqué quatre buts lors de ses soixante sélections avec la sélection entre 1986 et 1994.

### Reconversion
À la fin de sa carrière, en 1995, Bratseth se voit confier le poste de manager général de Rosenborg BK formant un duo efficace avec Nils Arne Eggen, l'entraineur. Il occupe durant douze ans cette fonction à une époque où son club n'a quasiment pas de concurrent en Norvège (10 titres en 12 ans). Il prend même en main l'équipe première durant une partie de la saison 2006 du 10 juin au 8 novembre 2006. Il est alors remplacé par Knut Torbjørn Eggen, le fils de Nils Arge Eggen, entraineur mythique du club. C'est à la fin de la saison 2007 que Bratseth quitte le club qui lui avait mis le pied à l'étrier 24 ans plus tôt.

## Palmarès

### En club
- Vainqueur de la Coupe d'Europe des Vainqueurs de Coupe en 1992 avec le Werder Brême
- Champion de Norvège en 1985 avec Rosenborg BK
- Champion d'Allemagne en 1988 et en 1993 avec le Werder Brême
- Vainqueur de la Coupe d'Allemagne en 1991 et en 1994 avec le Werder Brême
- Finaliste de la Supercoupe d'Europe en 1992 avec le Werder Brême
- Vice-champion d'Allemagne en 1995 avec le Werder Brême
- Finaliste de la Coupe d'Allemagne en 1989 et en 1990 avec le Werder Brême

### EnÉquipe de Norvège
- 60 sélections et 4 buts entre 1986 et 1994
- Participation à la Coupe du Monde en 1994 (Premier Tour)